# كاسيوس جاكسون كيزر
كاسيوس جاكسون كيزر (بالإنجليزية: Cassius Jackson Keyser)‏ هو صحفي ورياضياتي وفيلسوف أمريكي، ولد في 15 مايو 1862 في أوهايو في الولايات المتحدة، وتوفي في 8 مايو 1947 في نيويورك في الولايات المتحدة.